# Burg von Ramana
Die Burg von Ramana ist die Ruine einer Höhenburg im Dorf Ramana im Bezirk Sabunçu in Baku. Sie wurde vom Kulturministerium von Aserbaidschan als Denkmal von weltweiter Bedeutung registriert. Im Jahr 2001 wurde die Ramana-Festung zusammen mit anderen Verteidigungsanlagen der Abşeron-Halbinsel als Verteidigungsbauten am Kaspischen Meer in die Tentativliste des Welterbes in Aserbaidschan aufgenommen.
Zeitraum und Auftraggeber der Erbauung sind nicht genau bekannt, wahrscheinlich stammt die Burg aus dem 12. Jahrhundert oder 14. Jahrhundert. Im Innenhof, der von Außenmauern mit abgerundeten Ecktürmen umgeben ist, befindet sich ein quadratischer, vierstöckiger Wohnturm.

## Geschichtlicher Hintergrund
Die Burg wurde vermutlich auf Anweisung der der Schirwanschahs im 14. Jahrhundert erbaut. Einige Forscher behaupten, dass das heute erhaltene Bauwerk während der Nizami-Zeit im 12. Jahrhundert errichtet wurde.
In erster Linie war der ab dem 12. Jahrhundert begonnene Bau der Abşeron-Festungen miteinander verbunden. Auch die Tatsache, dass diese Festungen überwiegend an der Nordostküste, insbesondere in den nördlichen und nordöstlichen Dörfern von Baku, errichtet wurden, deutete darauf hin, dass die Hauptrichtung der Bedrohung aus dieser Richtung kam. Die erste Burg, die Schiffe am Ufer entdeckte, signalisierte nachts mit Leuchtfeuer und tagsüber durch Rauchzeichen die Gefahr und leitete die Warnung an eine andere Burg weiter, die sie wiederum an eine weitere Festung weiterleitete. Infolgedessen würde die gesamte Region, einschließlich der zentralen Burg von Baku, alarmiert. Einige Historiker haben zuvor die Existenz unterirdischer Gänge behauptet, die alle Festungen miteinander verbinden und im Allgemeinen zu einer anderen Burg führen, insbesondere zur Burg von Baku, einschließlich des Jungfrauenturms.

## Burganlage
Die Burg liegt auf einem natürlichen Felsvorsprung, der auch ihr Fundament bildet. Der Hof der Burg misst 28 mal 10 Meter und wird von einer Mauer umschlossen, die jedoch nicht mehr vollständig erhalten ist. Deren vier Ecken sind mit Rundbasteien aus Ziegeln versehen. Der Abstand zwischen diesen Türmen beträgt nicht mehr als 10 bis 11 Meter, was vom üblichen Maß beim Bau von Verteidigungsanlagen bis zum 14. Jahrhundert abweicht. Es ist wahrscheinlich, dass die Absicht hinter der Verringerung des Abstands zwischen diesen Türmen, die näher an den Außenmauern der Burg liegen, darin bestand, die Verteidigung von Bereichen in der Nähe der Außenmauern mit Armbrustfeuer sicherzustellen. Die Verteidigungsanlagen in Absheron im 13. und 14. Jahrhundert ermöglichten nicht immer die Verteidigung direkt am Fuß der Mauern. Manchmal wurden die Türme (sogar die Ecktürme) verkleinert, ähnlich wie bei der Burg Ramana. Daher wurde die Verteidigung entlang des Mauerfußes durch eine Reihe gleichmäßig verteilter Kammern über die gesamte Länge der Außenmauern organisiert.
Ein hervortretendes Rundbogenportal im Westen bildet den Zugang zur Burg. Dieser führt in einen Verteidigungshof. Laut L. Mamikonov wurde dieses Tor später zur Burg hinzugefügt. In der Mitte des Hofes befindet sich der Wohnturm, an dessen vier Ecken ebenfalls vier Rundbasteien zu finden sind. Der Wohnturm, dessen Wendeltreppe vom Erdgeschoss ausgeht, verfügt über vier Stockwerke. Der obere und der untere Raum sind mit Steindecken abgeschlossen, die mittleren mit Holzbalkendecken. Die Aufteilung und Form steht im Gegensatz zur charakteristischen dreistufigen und runden Form anderer Burgen. Die Wohnfläche im Turm beträgt 83 Quadratmeter. Die halbkreisförmigen Türme an vier Seiten des Turms beeinflusste einerseits dessen architektonische Merkmale und verlieh ihm einen solideren Charakter, wodurch die Höhe des Gebäudes erhöht werden konnte, und andererseits schuf es die Voraussetzungen für eine effizientere Organisation der Verteidigung der Turmmauern.

## Im Film
Die Ramana-Festung wurde als Drehort für Filme wie Koroğlu, Nəsimi und Babekh genutzt. Während der Dreharbeiten zu Koroğlu im Jahr 1956 wurde die Festung restauriert, da sie sich in einem heruntergekommenen Zustand befand.